# Lisieux
Lisieux es una ciudad y comuna francesa situada en el departamento de Calvados, de la región de Normandía.
El nombre de la ciudad procede de la tribu gala que habitó la región: los Lexovii. Ello también explica que el gentilicio de los habitantes de Lisieux sea Lexoviens y Lexoviennes.

## Geografía
Lisieux es la ciudad principal del Pays d'Auge y está situada a orillas del río Touques, a 160 km al oeste de París.

## Historia
Lisieux fue un importante centro de poder en la época medieval. El obispado de Lisieux controlaba la mayor parte del Pays d'Auge en el siglo XII. El rey Enrique II y Leonor de Aquitania se cree que se casaron en Lisieux en 1152, y la ciudad fue muy poderosa durante varios siglos después, hasta que en el siglo XIV la peste, la guerra y la hambruna resultante devastadores en Lisieux y esto redujo su influencia. El principal juez de Juana de Arco, Pierre Cauchon, se convirtió en obispo de Lisieux después de su muerte y fue enterrado en la capilla de la Virgen de la catedral.

### Principales eventos

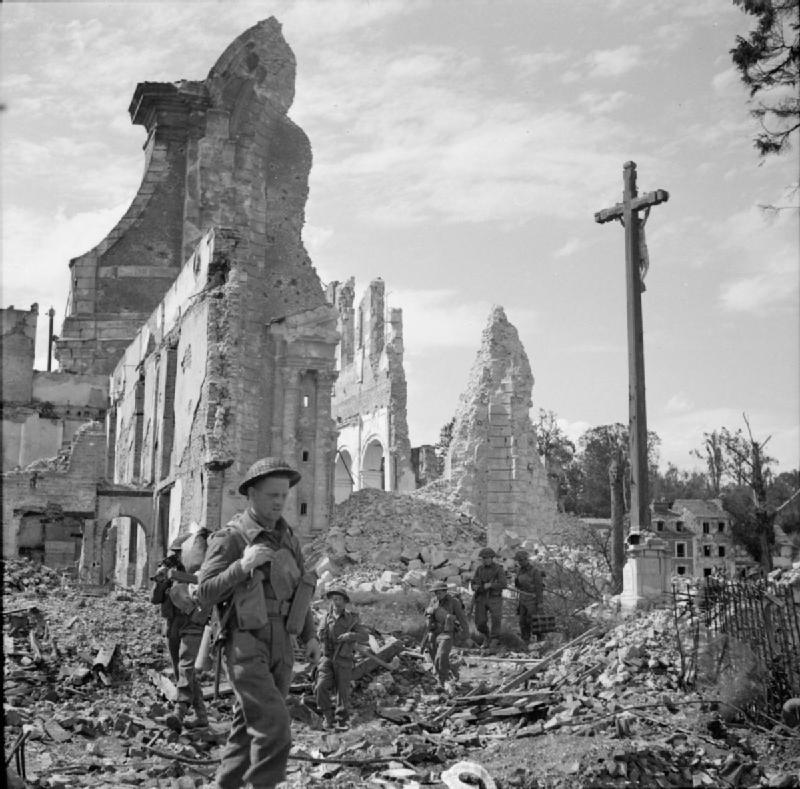
Lisieux durante la Segunda Guerra Mundial.

- 1590: Durante la Octava Guerra de Religión, Enrique IV tuvo que luchar para recuperar su reino. Cuando llegó a Lisieux tomó la ciudad sin fuerza, después de que la guarnición huyese de la ciudad.
- 1897: Sor Teresa del Niño Jesús de la Santa Faz, murió en el monasterio carmelita de Lisieux. En 1925, sería canonizada como "Santa Teresa de Lisieux."
- 1907: Primer vuelo en helicóptero, pilotado por Paul Cornu.
- 1937: Monseñor Eugenio Pacelli, legado papal y el futuro Papa Pío XII, visitó Lisieux.
- 6 de junio de 1944: Un bombardeo aliado mató a 800 personas y destruyó dos terceras partes de la ciudad.
- 23 de agosto de 1944: Liberación de Lisieux por las tropas aliadas.
- 1960: Lisieux se fusionó con la comuna de Saint-Jacques.
- 2 de junio de 1980: El Papa Juan Pablo II visitó Lisieux.

## Monumentos

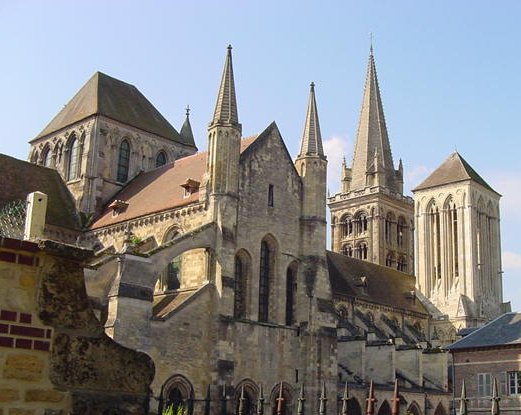
Catedral de Lisieux.

### Basílica de Santa Teresa de Lisieux
La Basílica de Santa Teresa de Lisieux fue construida en honor a Santa Teresa de Lisieux, que fue beatificada en 1923 y canonizada en 1925. Fue construida para los peregrinos que venían en número creciente para venerar a la nueva santa en la ciudad donde vivió y murió.

### Castillo de Saint-Germain-de-Livet
Como su nombre lo indica, el Castillo de Saint-Germain-de-Livet está situado en la comuna de Saint-Germain-de-Livet. Se encuentra frente a la iglesia del pueblo que data del siglo XIX. El castillo ha sido propiedad de la ciudad de Lisieux desde 1958 cuando fue donado por la familia Riesener.
Desde el punto de vista arquitectónico, el castillo cuenta con un entramado de madera de casa solariega que data del siglo XV y un ladrillo y piedra de construcción acristalada de Le Pré-d'Auge que data de finales del siglo XVI.
El castillo combina elementos medievales y renacentistas y está rodeado por un foso y un jardín.

### Catedral de Saint-Pierre de Lisieux
La Catedral de Lisieux es uno de los pocos monumentos que sobrevivieron al bombardeo aliado de 1944. A pesar de que la catedral ha existido desde el siglo VI, la iglesia actual debió ser construida entre 1160 y 1230 por el obispo Arnoul.
Desde el principio, el arquitecto diseñó bóvedas de crucería cuatripartitas y arbotantes, por lo que es uno de los primeros edificios góticos de Normandía. La nave es bastante austera y se inspira en el estilo gótico de la Isla de Francia, mientras que las partes más recientes del edificio se construyeron en el siglo XVIII (la cabecera, la torre de la linterna y la fachada occidental) en estilo normando.
Se afirma erróneamente que Enrique Plantagenet, conde de Anjou, duque de Normandía y futuro rey de Inglaterra, se casó con Leonor de Aquitania en la catedral en 1152. De hecho se casaron en la catedral de Poitiers. 
El que estuvo involucrado en el juicio de Juana de Arco, Pierre Cauchon, nombrado como Obispo de Lisieux en 1432, está enterrado en la catedral.

## Demografía
Lisieux es la segunda ciudad de Calvados en términos de población. Su área metropolitana tiene 45.065 habitantes, siendo también la segunda más grande del departamento.
| 10 118 | 10 171 | 10 937 | 10 403 | 11 378 | 11 473 | 11 968 | 11 754 | 12 993 | 13 121 | 12 617 | 18 341 | 18 396 | 16 039 | 16 267 | 16 260 | 16 349 | 16 084 | 16 239 | 15 948 | 15 341 | 15 192 | 15 362 | 16 032 | 12 746 | 15 342 | 21 156 | 23 830 | 25 521 | 24 940 | 23 703 | 23 166 | 23 200 | 22 700 | 20 771 |
| Para los censos de 1962 a 1999 la población legal corresponde a la población sin duplicidades (Fuente: INSEE [Consultar]) |        |        |        |        |        |        |        |        |        |        |        |        |        |        |        |        |        |        |        |        |        |        |        |        |        |        |        |        |        |        |        |        |        |        |

## Celebridades
Sus nombres están vinculados a la historia de Lisieux:
- Santa Teresa del Niño Jesús, (completo es Teresa del Niño Jesús y de la Santa Faz),  su nombre antes de entrar en el Carmelo: Teresa Martin (1873-1897).
- Pierre Cauchon, obispo de Lisieux del 1432 al 1442. Reconstruye la capilla de la Virgen en la catedral.
- Juan Hennuyer, obispo de Lisieux.
- Henry Chéron, alcalde de Lisieux y muchas veces ministro bajo la III República.
- Michel Magne, compositor, nacido Lisieux en 1930.
- Robert Camelot, postguerra. Fue el arquitecto que dirigió la reconstrucción de Lisieux de la postguerra. Particularmente estableció los planos de conjunto de las viviendas colectivas.
- Georges Duval, arquitecto.
- Yvette Roudy, ministro, fue alcalde.
- André Fanton, secretario de Estado, ha sido delegado (1986-1987 y 1993-1997).
- Paul Cornu, mecánico, realizó el primer vuelo libre de un hombre en helicóptero (el 13 de noviembre de 1907 en Coquainvilliers).
- Nicolas Batum, jugador de básquetbol.
- Marine Johannès, jugadora de básquetbol.